# Чања
Чања (слч. Čaňa) насељено је мјесто са административним статусом сеоске општине (слч. obec) у округу Кошице-околина, у Кошичком крају, Словачка Република.

## Становништво
| Година:    | 1994. | 2004.    | 2014.    | 2024.   |
| ---------- | ----- | -------- | -------- | ------- |
| Број људи: | 4347  | 5013     | 5750     | 6102    |
| Разлика:   |       | +15,32 % | +14,70 % | +6,12 % |

| Година:    | 2023. | 2024.   |
| ---------- | ----- | ------- |
| Број људи: | 6051  | 6102    |
| Разлика:   |       | +0,84 % |

Према подацима о броју становника из 2024. године насеље је имало 6102 становника.